# Gerard Hofsted van Essen
Gerard Hofsted (Hofstede) van Essen was een schilder, werkzaam aan het einde van de zeventiende en het begin van de achttiende eeuw. Zijn tweede naam is waarschijnlijk ontleend aan zijn geboortestad Essen. Hij was voornamelijk werkzaam in het Nabije Oosten.

## Reis naar Palmyra
In 1691 maakte Hofsted deel uit van de expeditie van de Britse geestelijke William Halifax naar de ruïnes van Palmyra in Syrië. Het was de eerste expeditie naar deze ruïnes, na de herontdekking door twee kooplieden in 1678. De expeditie van Halifax vertrok op 29 september 1691 met ongeveer 30 man vanuit Aleppo, kwam op 4 oktober in Palmyra aan, verbleef daar tot 8 oktober en arriveerde op 16 oktober weer in Aleppo. Hofsted maakte ter plekke een tekening van de ruïnes, die hij uitwerkte tot een schilderij in het huis van de Hollandse consul te Aleppo, Coenraat Calckbrenner. Het schilderij maakte hij in opdracht van Gisbert Cuper, professor aan de Illustre School te Deventer en fanatiek verzamelaar van oudheden. In januari 1693 signeerde Gerard Hofsted van Essen het enorme doek van 4,30 meter lang en werd het naar Deventer verscheept. Het wordt beschouwd als de eerste afbeelding van de ruïnes van Palmyra. Centraal op dit schilderij is een man uitgebeeld in een Turkse jas, met een gedeeltelijk opgerold papier, waarop vaag het panorama van Palmyra te zien is. Deze man, waarschijnlijk de schilder zelf, wijst naar de signatuur en datering op het schilderij.
Geen enkel ander werk wordt met zekerheid aan Hofsted toegeschreven. In het British Museum bevindt zich een map met tekeningen uit de nalatenschap van Sir Hans Sloane, waarvan verscheidene (later) voorzien zijn van de naam van G. Hofsted van Essen. Het gaat onder andere om tekeningen van Persepolis, Isfahan en andere plaatsen in Perzië. In de catalogus Geographie-Voyages van Frederik Muller zijn verscheidene tekeningen van Klein-Azië en Perzië opgenomen die daarmee grote gelijkenis vertonen. Een van deze tekeningen is gedateerd in 1703. Latere gegevens over Hofsted ontbreken.